# Material de Mooney-Rivlin
En mecánica de sólidos, un material del Mooney–Rivlin  es un tipo de material hiperelástico modelizable mediante una función densidad de energía de deformación {\displaystyle W\,} que es una combinación lineal de dos invariantes algebraicos del tensor tensor deformación de Cauchy-Green izquierdo {\displaystyle {\boldsymbol {B}}}. El modelo de Mooney-Rivlin fue propuesto inicialmente por Melvin Mooney en 1940 y fue reformulado en términos de invariantes algebraicos por Ronald Rivlin en 1948.
La función densidad de energía de deformación para un material de Mooney-Rivlin incompresible viene dada por:

{\displaystyle W=C_{1}({\overline {I}}_{1}-3)+C_{2}({\overline {I}}_{2}-3),\,}

donde {\displaystyle C_{1}} y {\displaystyle C_{2}} son constantes que se determinan empíricamente para cada material concreto y {\displaystyle {\overline {I}}_{1}} y {\displaystyle {\overline {I}}_{2}} son el primer invariante (invariante lineal) y segundo invariante (invariante cuadrático) del componente unimodular del tensor de Cauchy-Green:

{\displaystyle {\begin{aligned}{\bar {I}}_{1}&=J^{-2/3}~I_{1}~;~~I_{1}=\lambda _{1}^{2}+\lambda _{2}^{2}+\lambda _{3}^{2}~;~~J=\det({\boldsymbol {F}})\\{\bar {I}}_{2}&=J^{-4/3}~I_{2}~;~~I_{2}=\lambda _{1}^{2}\lambda _{2}^{2}+\lambda _{2}^{2}\lambda _{3}^{2}+\lambda _{3}^{2}\lambda _{1}^{2}\end{aligned}}}

donde {\displaystyle {\boldsymbol {F}}} es el gradiente de deformación. Para un material incompresible, {\displaystyle J=1}.

## Derivación
El material de Mooney-Rivlin es un caso especial de "material de Rivlin generalizado" (también llamado modelo hiperelástico polinómico) que tiene la forma:

{\displaystyle W=\sum _{p,q=0}^{N}C_{pq}({\bar {I}}_{1}-3)^{p}~({\bar {I}}_{2}-3)^{q}+\sum _{m=1}^{M}D_{m}~(J-1)^{2m}}

con {\displaystyle C_{00}=0} donde {\displaystyle C_{pq}} son constantes materiales relacionadas con la respuesta frente a distorsión o cambio de forma y {\displaystyle D_{m}} son las constantes elásticas relacionadas con el cambio de volumen. Para un material compresible de Mooney-Rivlin {\displaystyle N=1,C_{01}=C_{2},C_{11}=0,C_{10}=C_{1},M=1} y se tiene:

{\displaystyle W=C_{01}~({\bar {I}}_{2}-3)+C_{10}~({\bar {I}}_{1}-3)+D_{1}~(J-1)^{2}}

Si {\displaystyle C_{01}=0} se obtiene un material neohookeano, un caso especial de material de Mooney-Rivlin. Por consistencia con la elasticidad lineal en el límite de las pequeñas deformaciones, es necesario que se satisfaga la condición:

{\displaystyle \kappa =2\cdot D_{1}~;~~\mu =2~(C_{01}+C_{10})}

donde {\displaystyle \kappa } es el módulo de compresibilidad y {\displaystyle \mu } es el módulo de elasticidad transversal.

### Tensor de tensiones de Cauchy e invariantes de deformación
El tensor de tensiones de Cauchy de un material hiperelástico compresible que posee un estado natural (sin tensión) viene dado por:

{\displaystyle {\boldsymbol {\sigma }}={\cfrac {2}{J}}\left[{\cfrac {1}{J^{2/3}}}\left({\cfrac {\partial {W}}{\partial {\bar {I}}_{1}}}+{\bar {I}}_{1}~{\cfrac {\partial {W}}{\partial {\bar {I}}_{2}}}\right){\boldsymbol {B}}-{\cfrac {1}{J^{4/3}}}~{\cfrac {\partial {W}}{\partial {\bar {I}}_{2}}}~{\boldsymbol {B}}\cdot {\boldsymbol {B}}\right]+\left[{\cfrac {\partial {W}}{\partial J}}-{\cfrac {2}{3J}}\left({\bar {I}}_{1}~{\cfrac {\partial {W}}{\partial {\bar {I}}_{1}}}+2~{\bar {I}}_{2}~{\cfrac {\partial {W}}{\partial {\bar {I}}_{2}}}\right)\right]~{\boldsymbol {\mathit {1}}}}

Para un material de Mooney-Rivlin compresible,

{\displaystyle {\cfrac {\partial {W}}{\partial {\bar {I}}_{1}}}=C_{1}~;~~{\cfrac {\partial {W}}{\partial {\bar {I}}_{2}}}=C_{2}~;~~{\cfrac {\partial {W}}{\partial J}}=2D_{1}(J-1)}

Por tanto, el tensor de tensiones de Cauchy de un material de Mooney–Rivlin compresible viene dado por:

{\displaystyle {\boldsymbol {\sigma }}={\cfrac {2}{J}}\left[{\cfrac {1}{J^{2/3}}}\left(C_{1}+{\bar {I}}_{1}~C_{2}\right){\boldsymbol {B}}-{\cfrac {1}{J^{4/3}}}~C_{2}~{\boldsymbol {B}}\cdot {\boldsymbol {B}}\right]+\left[2D_{1}(J-1)-{\cfrac {2}{3J}}\left(C_{1}{\bar {I}}_{1}+2C_{2}{\bar {I}}_{2}~\right)\right]{\boldsymbol {\mathit {1}}}}

A partir de lo anterior puede demostrarse, que la presión viene dada por

{\displaystyle p:=-{\tfrac {1}{3}}\,{\text{tr}}({\boldsymbol {\sigma }})=-{\frac {\partial W}{\partial J}}=-2D_{1}(J-1)\,.}

La tensión puede expresarse en la forma

{\displaystyle {\boldsymbol {\sigma }}={\cfrac {1}{J}}\left[-p~{\boldsymbol {\mathit {1}}}+{\cfrac {2}{J^{2/3}}}\left(C_{1}+{\bar {I}}_{1}~C_{2}\right){\boldsymbol {B}}-{\cfrac {2}{J^{4/3}}}~C_{2}~{\boldsymbol {B}}\cdot {\boldsymbol {B}}-{\cfrac {2}{3}}\left(C_{1}\,{\bar {I}}_{1}+2C_{2}\,{\bar {I}}_{2}\right){\boldsymbol {\mathit {1}}}\right]}

La anterior ecuación se escribe frecuentemente como:

{\displaystyle {\boldsymbol {\sigma }}={\cfrac {1}{J}}\left[-p~{\boldsymbol {\mathit {1}}}+2\left(C_{1}+{\bar {I}}_{1}~C_{2}\right){\bar {\boldsymbol {B}}}-2~C_{2}~{\bar {\boldsymbol {B}}}\cdot {\bar {\boldsymbol {B}}}-{\cfrac {2}{3}}\left(C_{1}\,{\bar {I}}_{1}+2C_{2}\,{\bar {I}}_{2}\right){\boldsymbol {\mathit {1}}}\right]}

donde:
{\displaystyle {\bar {\boldsymbol {B}}}=J^{-2/3}\,{\boldsymbol {B}}}
Para un material de Mooney-Rivlin incompresible con {\displaystyle J=1}

{\displaystyle {\boldsymbol {\sigma }}=2\left(C_{1}+I_{1}~C_{2}\right){\boldsymbol {B}}-2C_{2}~{\boldsymbol {B}}\cdot {\boldsymbol {B}}-{\cfrac {2}{3}}\left(C_{1}\,{\bar {I}}_{1}+2C_{2}\,{\bar {I}}_{2}\right){\boldsymbol {\mathit {1}}}}

Nótese que si {\displaystyle J=1} entonces:

{\displaystyle \det({\boldsymbol {B}})=\det({\boldsymbol {F}})\det({\boldsymbol {F}}^{T})=1}

Entonces, del teorema de Cayley-Hamilton se sigue que:

{\displaystyle {\boldsymbol {B}}^{-1}={\boldsymbol {B}}\cdot {\boldsymbol {B}}-I_{1}~{\boldsymbol {B}}+I_{2}~{\boldsymbol {\mathit {1}}}}

De ahí se tiene que el tensor de tensiones de Cauchy puede expresarse también como:

{\displaystyle {\boldsymbol {\sigma }}=-p^{*}~{\boldsymbol {\mathit {1}}}+2C_{1}~{\boldsymbol {B}}-2C_{2}~{\boldsymbol {B}}^{-1}}

donde {\displaystyle p^{*}:={\tfrac {2}{3}}(C_{1}~I_{1}-C_{2}~I_{2}).\,}

### Tensión de en términos de alargamientos principales
En términos de los alargamientos principales, el tensor de tensiones de Cauchy para un material hiperelástico incompresible viene dada por:

{\displaystyle \sigma _{11}-\sigma _{33}=\lambda _{1}~{\cfrac {\partial {W}}{\partial \lambda _{1}}}-\lambda _{3}~{\cfrac {\partial {W}}{\partial \lambda _{3}}}~;~~\sigma _{22}-\sigma _{33}=\lambda _{2}~{\cfrac {\partial {W}}{\partial \lambda _{2}}}-\lambda _{3}~{\cfrac {\partial {W}}{\partial \lambda _{3}}}}

para un material de Mooney-Rivlin incompresible:

{\displaystyle W=C_{1}(\lambda _{1}^{2}+\lambda _{2}^{2}+\lambda _{3}^{2}-3)+C_{2}(\lambda _{1}^{2}\lambda _{2}^{2}+\lambda _{2}^{2}\lambda _{3}^{2}+\lambda _{3}^{2}\lambda _{1}^{2}-3)~;~~\lambda _{1}\lambda _{2}\lambda _{3}=1}

Por tanto,

{\displaystyle \lambda _{1}{\cfrac {\partial {W}}{\partial \lambda _{1}}}=2C_{1}\lambda _{1}^{2}+2C_{2}\lambda _{1}^{2}(\lambda _{2}^{2}+\lambda _{3}^{2})~;~~\lambda _{2}{\cfrac {\partial {W}}{\partial \lambda _{2}}}=2C_{1}\lambda _{2}^{2}+2C_{2}\lambda _{2}^{2}(\lambda _{1}^{2}+\lambda _{3}^{2})~;~~\lambda _{3}{\cfrac {\partial {W}}{\partial \lambda _{3}}}=2C_{1}\lambda _{3}^{2}+2C_{2}\lambda _{3}^{2}(\lambda _{1}^{2}+\lambda _{2}^{2})}

Puesto que {\displaystyle \lambda _{1}\lambda _{2}\lambda _{3}=1}, se puede escribir como:

{\displaystyle {\begin{aligned}\lambda _{1}{\cfrac {\partial {W}}{\partial \lambda _{1}}}&=2C_{1}\lambda _{1}^{2}+2C_{2}\left({\cfrac {1}{\lambda _{3}^{2}}}+{\cfrac {1}{\lambda _{2}^{2}}}\right)~;~~\lambda _{2}{\cfrac {\partial {W}}{\partial \lambda _{2}}}=2C_{1}\lambda _{2}^{2}+2C_{2}\left({\cfrac {1}{\lambda _{3}^{2}}}+{\cfrac {1}{\lambda _{1}^{2}}}\right)\\\lambda _{3}{\cfrac {\partial {W}}{\partial \lambda _{3}}}&=2C_{1}\lambda _{3}^{2}+2C_{2}\left({\cfrac {1}{\lambda _{2}^{2}}}+{\cfrac {1}{\lambda _{1}^{2}}}\right)\end{aligned}}}

Entonces las expresiones para el tensor de tensiones de Cauchy se expresan como:

{\displaystyle \sigma _{11}-\sigma _{33}=2C_{1}(\lambda _{1}^{2}-\lambda _{3}^{2})-2C_{2}\left({\cfrac {1}{\lambda _{1}^{2}}}-{\cfrac {1}{\lambda _{3}^{2}}}\right)~;~~\sigma _{22}-\sigma _{33}=2C_{1}(\lambda _{2}^{2}-\lambda _{3}^{2})-2C_{2}\left({\cfrac {1}{\lambda _{2}^{2}}}-{\cfrac {1}{\lambda _{3}^{2}}}\right)}

## Caucho
La respuesta elástica de materiales de tipo goma o caucho se modeliza frecuentemente como un material de Mooney—Rivlin model. Las constantes {\displaystyle C_{1},C_{2}} se determinan experimentalmente ajustando los datos experimentales mediante las ecuaciones anteriores. Los ensayos recomendados son el ensayo uniaxial de tracción, la compresión y tracción equibiaxiales, la compresión uniaxial, y para la respuesta de cortante la tracción y compresión planas. Los dos parámetros del modelo de Mooney–Rivlin proporcionan respuestas adecuadas para deformaciones inferiores al 100%.